# 허수아비

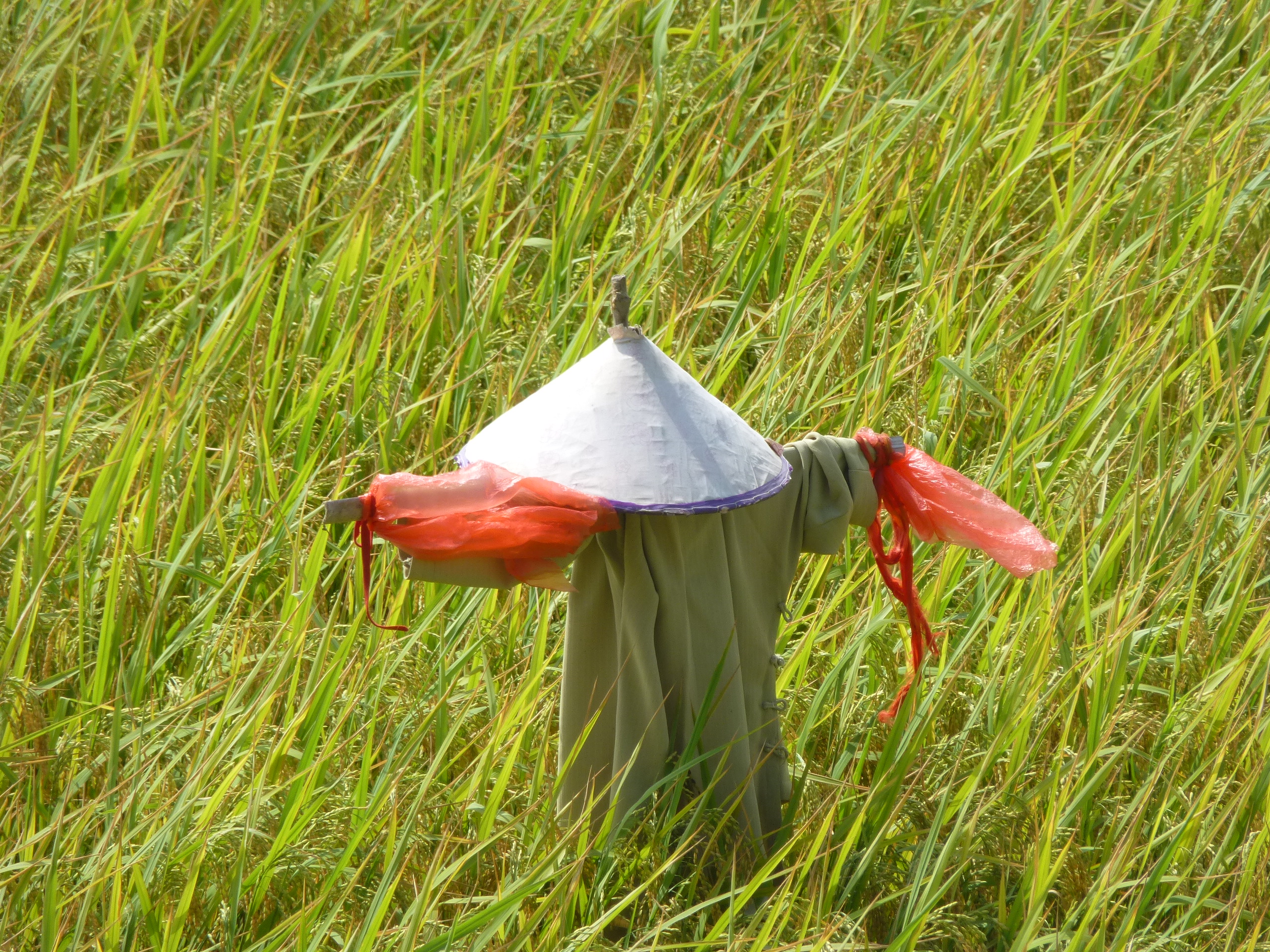
중국의 허수아비

허수아비(문화어: 허재비, scarecrow)란 농촌에서 농작물에 피해를 주는 새를 쫓기 위해 만들어 세워 놓는 사람 형상을 한 구조물을 말한다. 
지탱하는 재질은 보통 나무이며 사람 모양의 형상은 헝겊이나 천을 기워 만든다. 만들어진 허수아비는 주로 낡은 옷을 입혀서 멀리서 보면 사람이 서 있는 것처럼 보이게 만든다.
농촌 외에 군사적인 목적으로 허수아비(decoy; 위장물)를 활용하는 경우도 있다. 
비유적으로는 허울뿐이고 쓸모없가나 실권이 없는 사람을 가리키기도 한다.

## 같이 보기
- 꼭두각시